# Vrijbos

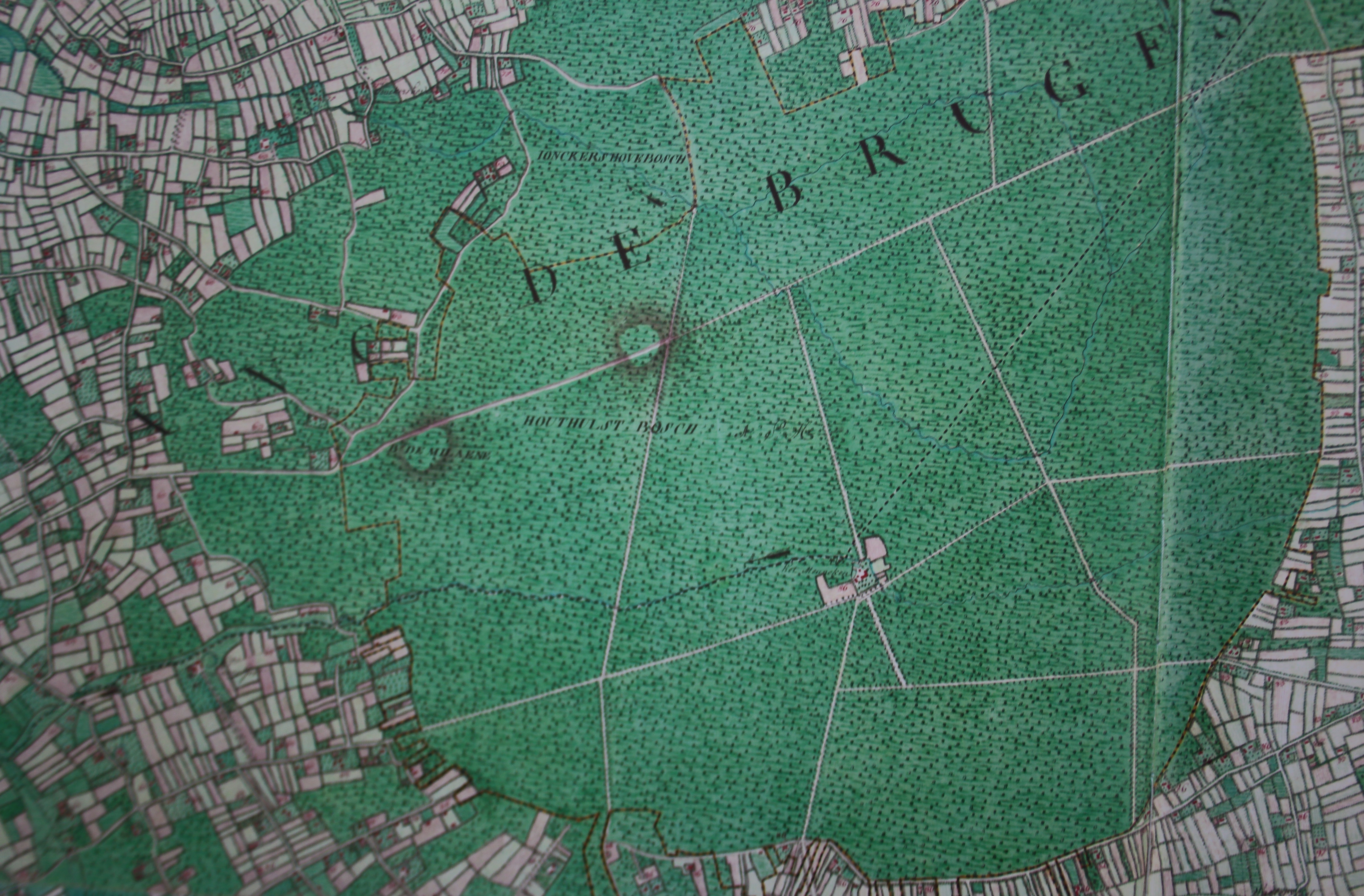
Bos van Houthulst op de Ferrariskaart

Het Vrijbos (ook Bos van Houthulst genoemd) was in het middeleeuwse Vlaanderen een groot bosareaal dat zich uitstrekte van Ieper tot Wijnendale en van Roeselare tot Diksmuide. Dit bos zou wellicht een grootte van 4000 ha gehad hebben. Nu rest nog dit stuk van 352 ha nabij Houthulst en verder bijna 300 ha Wijnendalebos (waarvan 181,4 ha in eigendom van het Vlaams Gewest) nabij Ichtegem en Torhout.
In 1693 werd het bos eigendom van de koning van Frankrijk. 
Door de eeuwen heen verminderde de oppervlakte van het bos voortdurend. In 1573 werd 6533 ha gemeten; in 1679 werd 4146 ha gemeten; in 1826 nog 1930 ha. Tijdens de Eerste Wereldoorlog werd het echter nagenoeg volledig verwoest. Na de oorlog werd begonnen met de heraanplanting, maar het bos werd nooit in zijn oorspronkelijke staat hersteld. De recente oppervlakte van het Vrijbos bedraagt 352 ha. Daarvan zijn 200 ha militair domein, 67 ha staatsbos en nog 85 ha privédomein. Er ontspringen twee beken in het bos, namelijk de Zandambeek en de Corverbeek. Bij het Vrijbos werd na de oorlog de Belgisch militaire begraafplaats van Houthulst aangelegd. Ten zuiden van de begraafplaats en ten westen van het militair domein, werd in 2000 een bos uit privédomein aangekocht door het Vlaams Gewest, het Eenzaamheidsbos.
Het bos wordt ook genoemd als de belangrijkste schuilplaats van de bende van Baekelandt (vooral in de omgeving van Houthulst), een tijdens de Franse bezetting beruchte bende struikrovers. Zie ook De rovers van het Vrijbos.
Heden ten dage is er ook een ontmijningsdienst van het Belgische Leger.
Het Vrijbos is Europees beschermd als onderdeel van Natura 2000-gebied 'Bossen, heiden en valleigebieden van Zandig Vlaanderen: westelijk deel' (BE2500004). In het Vrijbos leven reeën, vleermuizen, diverse zangvogels en de groene en grote bonte specht. Een klein deel heeft de functie van speelbos voor kinderen.